# Доњи Стреоц
Доњи Стреоц (алб. Strellc i Ulët) је насељено место у општини Дечани, на Косову и Метохији. Према попису становништва из 2011. у насељу је живело 2.114 становника.

## Становништво
Према попису из 2011. године, Доњи Стреоц има следећи етнички састав становништва:
| Националност | 2011.          |
| Албанци      | 2.108 (99,72%) |
| Бошњаци      | 1 (0,05%)      |
| недоступно   | 5 (0,23%)      |
| Укупно       | 2.114          |

| Демографија | Демографија | Демографија |
| Година      | Становника  | Становника  |
| ----------- | ----------- | ----------- |
| 1948.       | 718         |             |
| 1953.       | 814         |             |
| 1961.       | 1.013       |             |
| 1971.       | 1.365       |             |
| 1981.       | 1.888       |             |
| 1991.       | 2.383       |             |
| 2011.       | 2.114       |             |